# Gyrid Högman
Gyrid Erika Högman, född Eriksson 21 november 1948 i Finström, är en åländsk skolledare, historiker och politiker.
Högman blev filosofie magister vid Åbo Akademi 1981. Hon är lärare i historia och svenska, var lektor vid Ålands yrkesskola 1980–1993 var därefter rektor för Ålands lyceum i Mariehamn. Hon har bland annat skrivit verket Den åländska kvinnans historia 1700–1950 (1991), vilket behandlar Ålands historia ur genusperspektiv.
Hon är ledamot i Ålands lagting sedan 2019, för Åländsk center.